# マルボーン・ストリート鉄道事故
マルボーン・ストリート鉄道事故（マルボーン・ストリートてつどうじこ、英語: Malbone Street Wreck）、またはブルックリン・ラピッド・トランジット (BRT) ブライトン・ビーチ線事故とも、は1918年11月1日にブルックリン区フラットブッシュ (en) にあるフラットブッシュ・アベニューとオーシャン・アベニュー、マルボーン・ストリート（現在のエンパイア・ブールバード）の交差点地下で発生した地下鉄事故である。少なくとも93人が死亡し、アメリカの鉄道史上最悪の事故の1つとなった。

## 事故概要

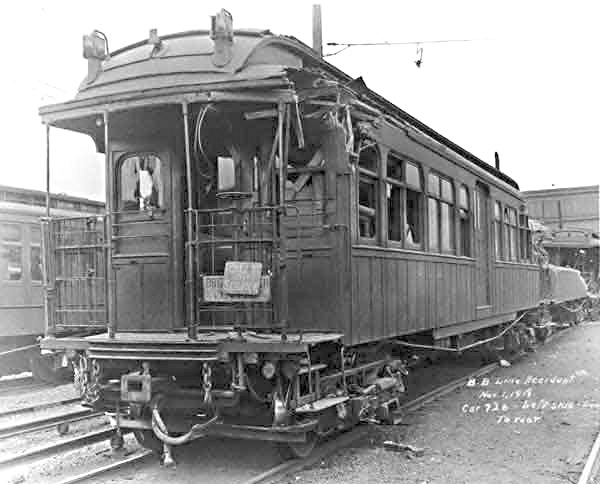
事故後、36丁目-38丁目車両基地 (36th-38th Street Yard) に一時保管された事故車両。先頭の726号車は比較的損傷が少なかった。後方はほぼ全壊した100号車。

プロスペクト・パーク駅へ向けて走行中だった高架線の列車（木造車両による5両編成）が、マルボーン・ストリート下のトンネル入口にある制限速度6mph (9.6km/h) のカーブに推定速度30-40mph (48–65km/h) で突入し、先頭車両の従台車が脱線、それに続く形で後続の2両も完全に脱線した。1両目と4両目の被害は軽微で、5両目は全く被害を受けなかったが、2両目と3両目がテレスコーピング現象によって大破し、進行方向左側の側面と屋根の大半が剥ぎ取られるという凄惨な被害状況を呈した。運転士は無傷であり、事故現場を去った。

## 事故原因
本事故は複数の要因が重なって発生した事故とされている。
- BLEのストライキ

BRTの高架線の列車の運転士を代表していた機関士友愛組合 (en:Brotherhood of Locomotive Engineers, BLE) は、組合組織および数人のBLEの従業員の解雇をめぐる問題に抗議して、11月1日の朝からストライキに突入した。このため運転士が不足する事態に陥っていた。
- 運転士の経験不足

当該列車の運転士は、配車係のエドワード・ルチアーノ (Edward Luciano) であった。ストライキという非常事態を受けて動員されたものであり、営業運転の経験がないばかりか、列車の運転経験自体1年前に車両基地内で非営業列車を停車させたことのみだった。ルチアーノが本事故の以前にミスをした報告は存在しないが、この日は複数の駅でオーバーランを起こしていたほか、事故現場となったトンネルへの進入直前にあるジャンクションで異線進入を起こすなど、列車を定時運行させるのに苦労していた。
- トンネルの構造

事故現場となったトンネルは事故のわずか数週間前に開通したばかりであった。このトンネルは、ブライトン・ビーチ線のコニー・アイランド駅行き列車のために当時建設中の本線を迂回するように設計され、きつい反向曲線（いわゆるS字カーブ）で構成されていた。それ以前はプロスペクト・パーク駅に進入するにはより直線に近いルートの古いトンネルを通っていた。なお、北行きの列車はプロスペクト・パーク駅を発車後に直進し、直線のトンネルを経由してBMTフランクリン・アベニュー線につながる旧線を走行していた。
- 列車の編成

列車は電動車3両と付随車2両で編成されていた。電動車は付随車の約2倍の重量があり、付随車は著しく高重心（特に乗客の負荷がかかる場合）であった。標準手順では2両の付随車を連続して連結させてはならず、また常に2両の電動車の間には1両の付随車を入れることになっていた。重い電動車は軽い付随車に安定性を持たせることができたためである。事故を起こした列車は付随車2両（80号車と100号車）が連続して連結されており、物的損害および人的被害が大きかったのもこれらの車両であった。
- 列車の速度

脱線時、列車は制限速度6mphの区間を少なくとも30mphで走行していた。運転士は尋問の中で列車を減速させようとしたと述べたが、その後の調査で非常ブレーキが使用された痕跡がなく、またマスコンの主回路を逆転させて電動機を逆方向に回転させ、その抵抗力で減速し停車させる非常制動（逆転制動）も使用していなかったことが判明した。ニューヨーク・タイムズのインタビューを受けた証人も、S字カーブの走行中も列車は減速しなかったと述べた。

## 過失の責任

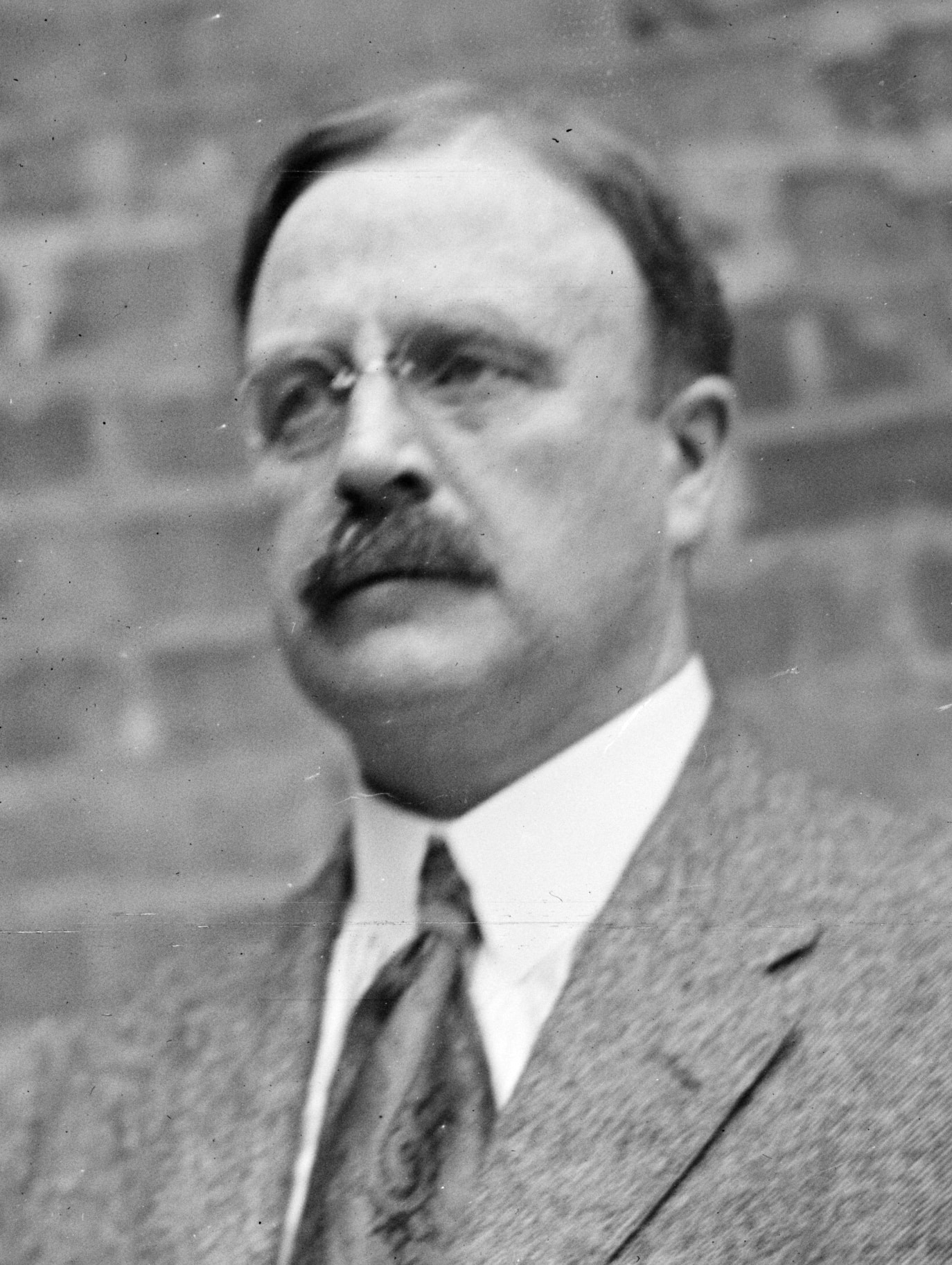
BRTの責任を厳しく追及したハイラン・ニューヨーク市長

BLEのストライキを受け、BRTはストライキに加わっていない他の組合に参加している人員で運行を続けようとし、結果として配車係のルチアーノが運転士として起用された。現在では通常、ストライキが解決されるまで交通機関は規律正しく運行を停止するが、この当時は仮に無事故であっても運行を停止するだけで批判の的となる可能性があった。
ニューヨーク市長のジョン・F・ハイランと当局はBRTを非難し、ルチアーノと同社職員を故殺罪の容疑で起訴した。裁判はナッソー郡 (ニューヨーク州)で開かれた。
検察はBRTに対し、職員とルチアーノ双方の主張を提出するよう要求した。ルチアーノは、自分は電車を正しく運転していたが車両が正常に動作しなかったと主張した。BRTの調査では前述の通り、非常ブレーキや逆転制動といった列車を減速または停止するための手段が取られていないと結論づけていたが、ルチアーノはこれは虚偽であると主張した。彼の主張はこの点に焦点を絞っていたため、速度超過の理由や運行経路についての理解度、また精神状態については検証されなかった。
最終的に全ての被告は無罪とされたか起訴が取り下げられた。ある職員は陪審評決が不成立となり、再審もされなかった。ルチアーノは不動産業界に再就職している。
後に裁判所はBRTに対し2つの巨額な賠償を命じた。ジョージ・W・ホームズ (George W Holmes) の未亡人であるエセル・ホームズ (Ethel Holmes) には40,000ドルが与えられ、エセル・ピアースには30,000ドルが与えられた。

## 事故後
事故後、トンネルや地下区間に適応しない木製設備や木造車両の撤廃を求める声が上がったが、木造車両はさらに9年間トンネルで使用され、高架線においては1969年まで運用され続けた。
また、自動列車停止装置やデッドマン装置といった、列車が速度超過する可能性を減らす安全装置の整備が進められた。
事故を起こした電動車3両（先頭車の726号車、4両目の725号車、最後尾の1064号車）は修理され営業運転に復帰した。大破した付随車（100号車と80号車）は解体処分された。
事故が起きたマルボーン・ストリート・トンネルは、1920年以降本線から除外されたが、その後も40年間旅客列車の運行において使用されてきた。現在はフランクリン・アベニュー・シャトルの一部となっており、オフピーク時に利用されている。しかし、南行きの列車は大半がこのトンネルを経由せず、北行きの線路に転線している。
1974年にも同じ場所で低速走行中の列車が脱線し壁に衝突するという事故が発生した。負傷者はいなかった。
事故後、元のマルボーン・ストリートはエンパイア・ブールバードと名称を変更し現在へ至る。

## 類似事故
急カーブを含む類似事故を以下に記す。
- モーペス鉄道事故（5回発生）- イングランド
- 鹿児島本線特急列車曲線過速度脱線事故 - 日本
- ローズデール列車事故（英語版） – オーストラリア
- ウォーターフォール鉄道事故（英語版） – オーストラリア
- JR福知山線脱線事故 – 日本（2005年）
- バレンシア地下鉄脱線事故 - スペイン（2006年）
- 山東省列車衝突事故 - 中国（2008年）
- サンティアゴ・デ・コンポステーラ列車脱線事故 - スペイン（2013年）
- 2015年アムトラック脱線事故 - アメリカ（2015年）
- エックヴェルスハイム脱線事故 - フランス（2015年）
- 宜蘭線普悠瑪号脱線事故 - 台湾（2018年）

## トリビア
- 映画ゴーストバスターズ2(1989年)に出てくる幽霊列車はこの事故の該当車両である。